# مولنلیککه
شهر مولنلیککه (به سوئدی: Mölnlycke) در ناحیه شهری هریدا در کشور سوئد واقع شده‌است. جمعیت این شهر ۱۸۱۱٫۴۲  نفر است.